# Сильвія Матисік
Сильвія Матисік (пол. Sylwia Matysik; нар. 20 травня 1987, Вольштин, Польща) — польська футболістка, півзахисниця німецького клубу «Баєр» (Ліверкузен) та національної збірної Польщі.

## Клубна кар'єра
Розпочала займатися футболом в «Оркані» (Хоржемин), а в 2010 році транзитом через «Гром» (Вольштин) потрапила до молодіжної команди «Медика» (Конін). Починаючи з сезону 2013/14 років входила до складу першої команди Екстраліги «Медика» і двічі поспіль вигравала чемпіонат Польщі, а також кубок Польщі у 2013, 2014 та 2015 роках. У 2015 році вона перейшла в КС АЗС (Вроцлав). По завершенні сезону 2016/17 років приєдналася до «Гурника» (Ленчна), з яким тричі поспіль ставала чемпіоном з 2018 по 2020 роки, а також вигравала кубок у 2018 і 2020 роках. Матисік декілька разів виступала в Лізі чемпіонів як за конінську команду, так і за ленченський колектив.
Влітку 2020 року підписала 2-річний контракт з клубом німецької Бундесліги «Баєр» (Ліверкузен). У вищому дивізіоні чемпіонаті Німеччини дебютувала 6 вересня 2020 року у переможному (2:1) виїзному поєдинку 1-го туру проти «Фрайбурга».

## Кар'єра в збірній
У футболці дівочої збірної (WU-17) стала чемпіонкою Європи у 2013 році, допомогла у фіналі обіграти (1:0) Швецію, а потім виступала за молодіжну збірну Польщі (WU-19), у тому числі й кваліфікації до чемпіонатів Європи 2014 та 2015 років. У футболці національної збірної Польщі дебютувала 14 січня 2015 року в програному (1:3) товариському матчі проти Ісландії.

## Досягнення

### Клубні
«Медик» (Конін)
- Екстракляса
  -  Чемпіон (2): 2013/14, 2014/15

- Кубок Польщі
  -  Володар (3): 2013, 2014, 2015

«Гурник» (Ленчна)
- Екстракляса
  -  Чемпіон (3): 2017/18, 2018/19, 2019/20

- Кубок Польщі
  -  Володар (2): 2018, 2020

### У збірній
- Жіночий чемпіонат Європи (U-17)
  -  Чемпіон (1): 2013